# حسین‌آباد بالا (سیرجان)
حسین‌آباد بالا روستایی در دهستان زیدآباد بخش زیدآباد شهرستان سیرجان استان کرمان ایران است.

## جمعیت
بر پایه سرشماری عمومی نفوس و مسکن در سال ۱۳۹۵ جمعیت این مکان ۱۸۲ نفر (۶۲خانوار) بوده‌است.